# Edmond Debeaumarché

Plaque for Debeaumarché in Dijon

Edmond Debeaumarché (15 tháng 12 năm 1906 - 28 tháng 3 năm 1959) là một nhân viên bưu điện người Pháp đã tham gia kháng chiến Pháp trong Thế chiến II. Nhờ những đóng góp của mình Debeaumarché được ghi công. Năm 1960 Debeaumarché được vinh dang sau khi chết sau khi được miêu tả trên một con tem bưu chính trong Anh hùng kháng chiến.

## Tiểu sử
Debeaumarché sinh ra vào ngày 15 tháng 12 năm 1906 tại Dijon, và lần đầu tiên muốn trở thành một phi công, nhưng thị lực của ông đã quá yếu và ông đã tham gia công tác bưu chính Pháp, PTT. Ông đã được huy động trong tháng 9 năm 1939 với hàm một trung sĩ trong Không quân Pháp và sau tháng 6 năm 1940 đã tham gia kháng chiến Pháp.
Debeaumarché phụ trách việc vận chuyển thư tín, một vị trí mà ông sử dụng vận chuyển lậu thư từ cho kháng chiến. Từ mùa hè năm 1943, ông là nhân viên của Action-PTT, một tổ chức bí mật trong các dịch vụ bưu chính Pháp, và làm việc với Ernest Pruvost, lãnh đạo quốc gia của mình, và trực thuộc Simone Michel-Lévy, thiết lập truyền thông bưu chính với London.
Khi Michel-Levy bị bắt vào tháng 10 năm 1943, Debeaumarché lên làm người đứng đầu của Action-PTT. Việc đi khắp nước Pháp đã giúp ông đã tạo ra mạng lưới kháng, và tổ chức phá hoại của viễn thông của đối phương (kế hoạch Potard và Violet- kế hoạch sau gồm cắt cáp điện thoại trước Ngày-D)). Ngoài ra, ông đã mua được sách mật mã của ba mã bí mật được sử dụng bởi Joseph Darnand và Milice và sử dụng chúng để giải mã các bản sao các bức điện thu được từ các văn phòng điện báo trung ương ở Paris.

## Ghi nhận
- Tang lễ của ông được tổ chức tại Paris trong sân của Invalides.
- Một hình vuông được mang tên ông ở Dijon.
- Một đường phố mang tên ông trong Mantes-la-Ville.
- Cam kết của ông được chào đón bằng việc xuất bản một con tem kỷ niệm trong chân dung của ông.
- Một bìa ngày đầu tiên được minh họa trong tên của mình ban hành ngày 26 tháng 3 năm 1960.